# Gondelsheim (Weinsheim)
Gondelsheim ist ein Ortsteil der Ortsgemeinde Weinsheim im Eifelkreis Bitburg-Prüm in Rheinland-Pfalz.

## Geographische Lage
Gondelsheim liegt im Tal des Vlierbachs, der am südlichen Ortsrand vorbeifließt. Im Norden erhebt sich der Seimersberg. Durch den Ort verlaufen die Kreisstraßen K 172 und K 178. Nachbarorte sind im Osten Schwirzheim, im Süden Baselt und im Westen Weinsheim.

## Geschichte
1988 wurden südlich von Gondelsheim römische Streuscherben aus dem 2. und 4. Jahrhundert n. Chr. gefunden. Somit siedelten schon zu dieser Zeit Menschen auf dem Gebiet von Gondelsheim.
Am 1. Januar 1971 wurde die bis dahin eigenständige Gemeinde Gondelsheim in die Ortsgemeinde Weinsheim eingemeindet.

## Kultur und Sehenswürdigkeiten
- Römisch-katholische Pfarr- und Wallfahrtskirche St. Fides, Bau des 15. Jahrhunderts
- Kriegsgräberstätte Gondelsheim, Ehrenfriedhof für 460 Gefallene des Zweiten Weltkriegs
- Sogenanntes Packertkreuz: Ein barocker Kreuzigungsbildstock aus dem Jahre 1761 mit plastischen Elementen, westlich von Gondelsheim

Bildergalerie zu St. Fides
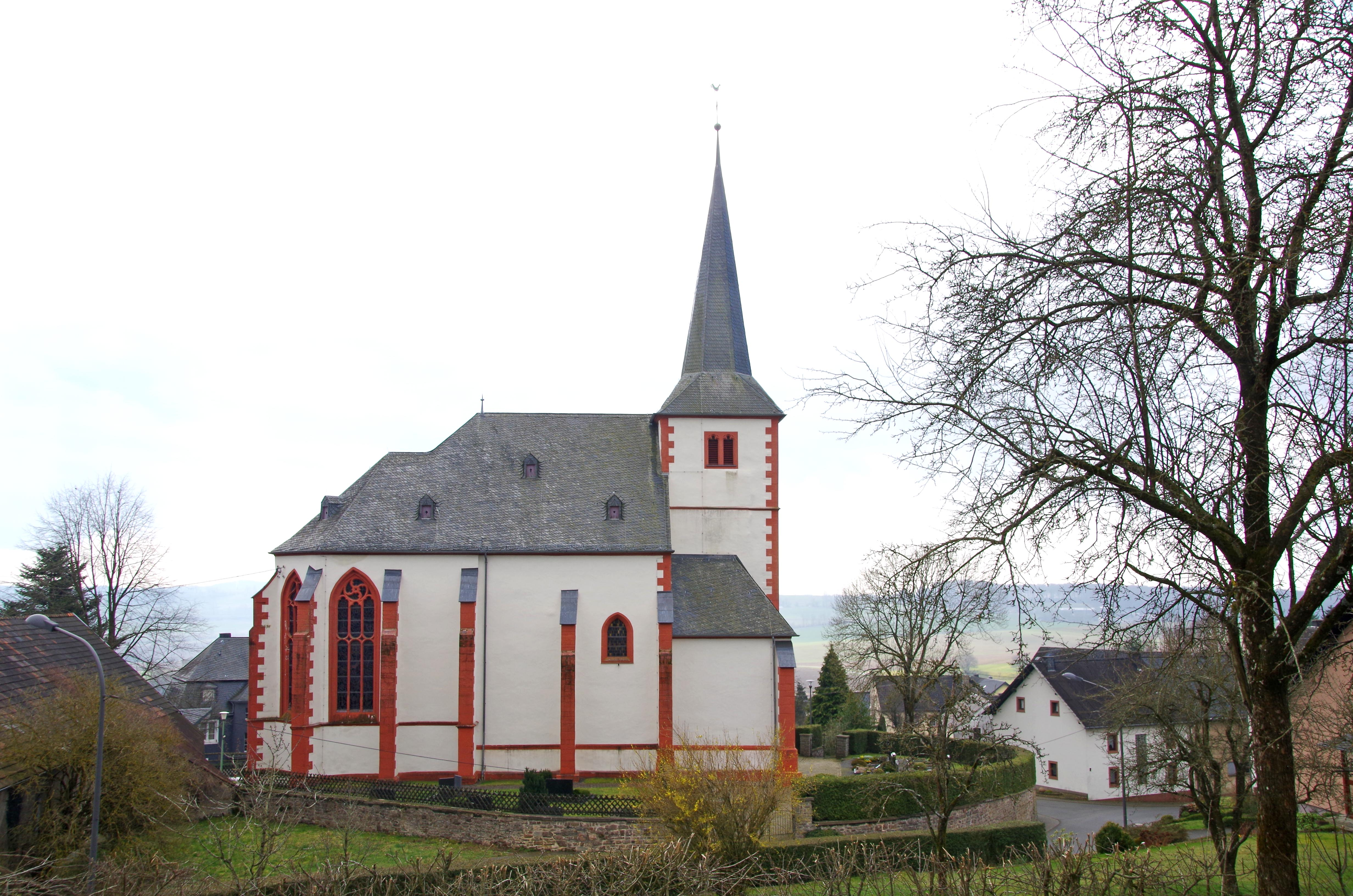
Außenansicht
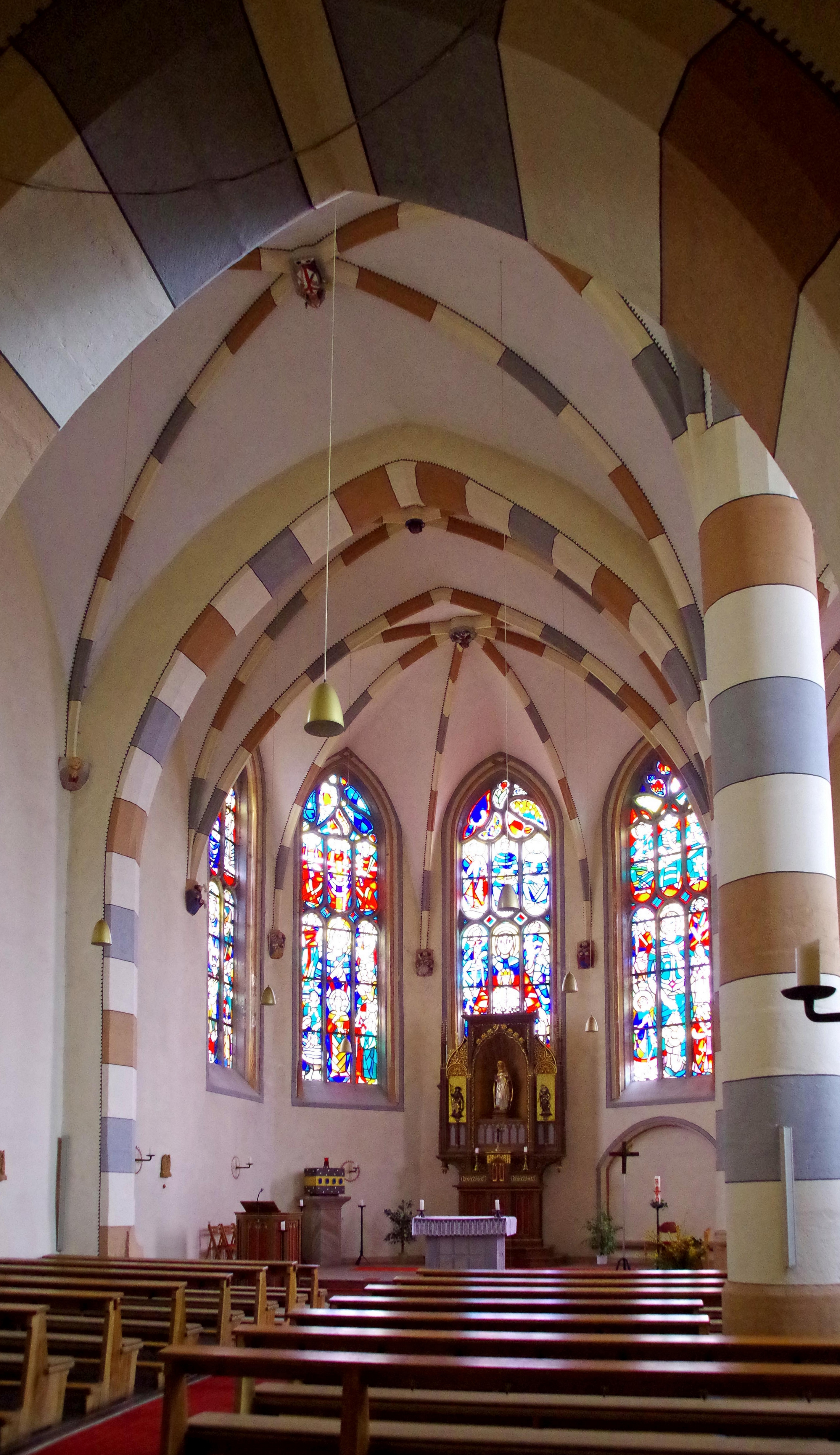
Linker Chorraum
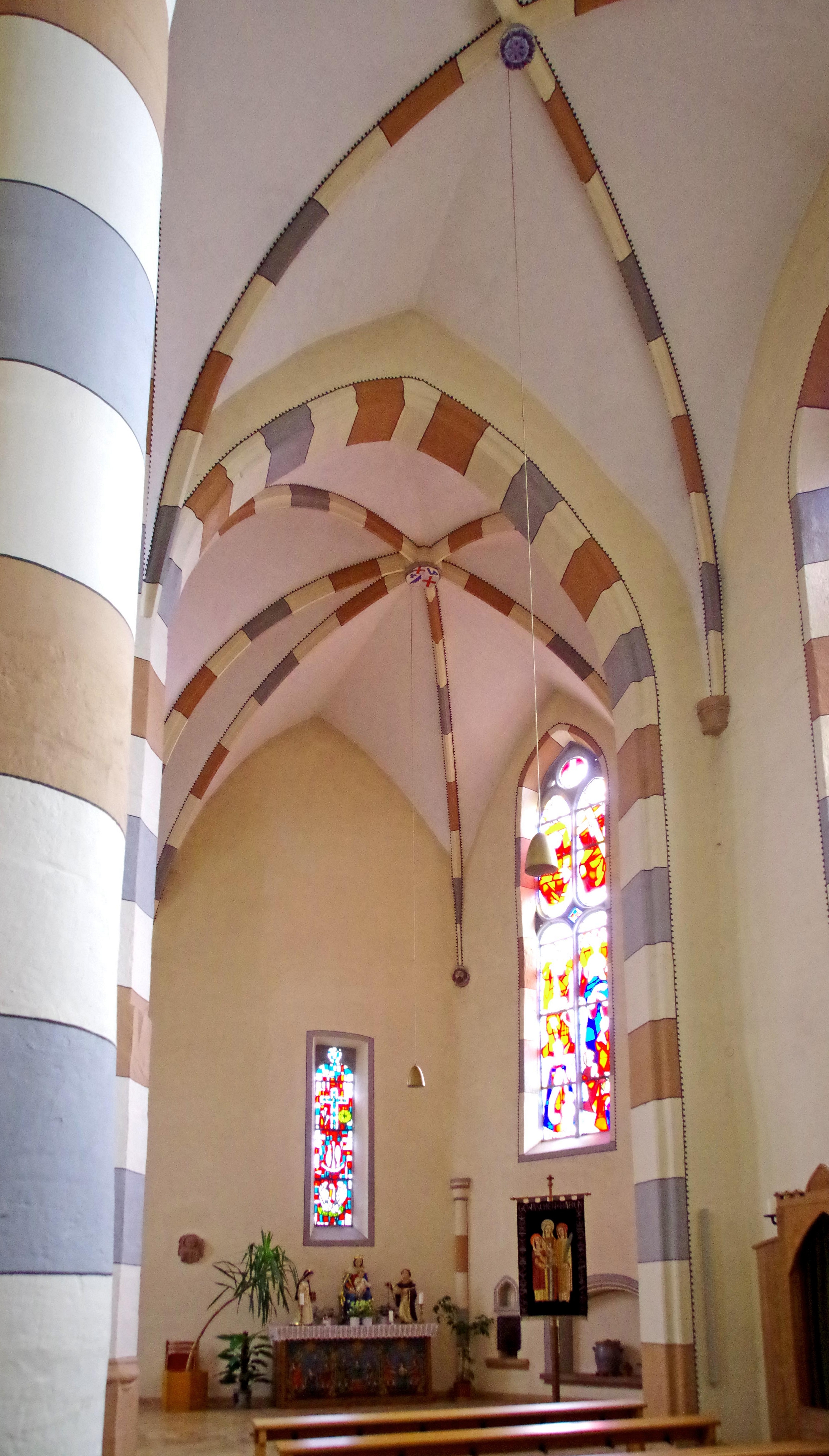
Rechter Chorraum
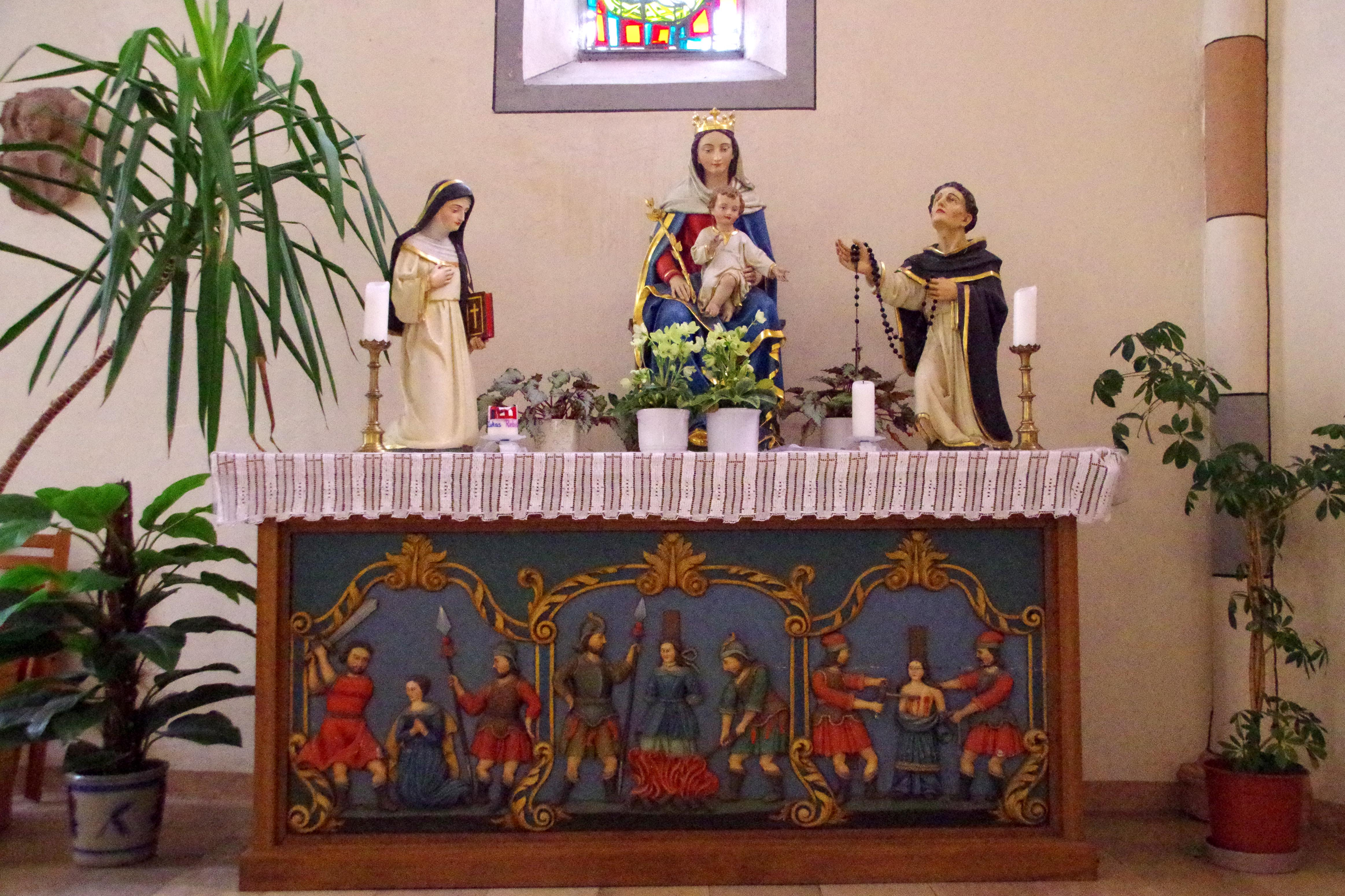
Marienaltar
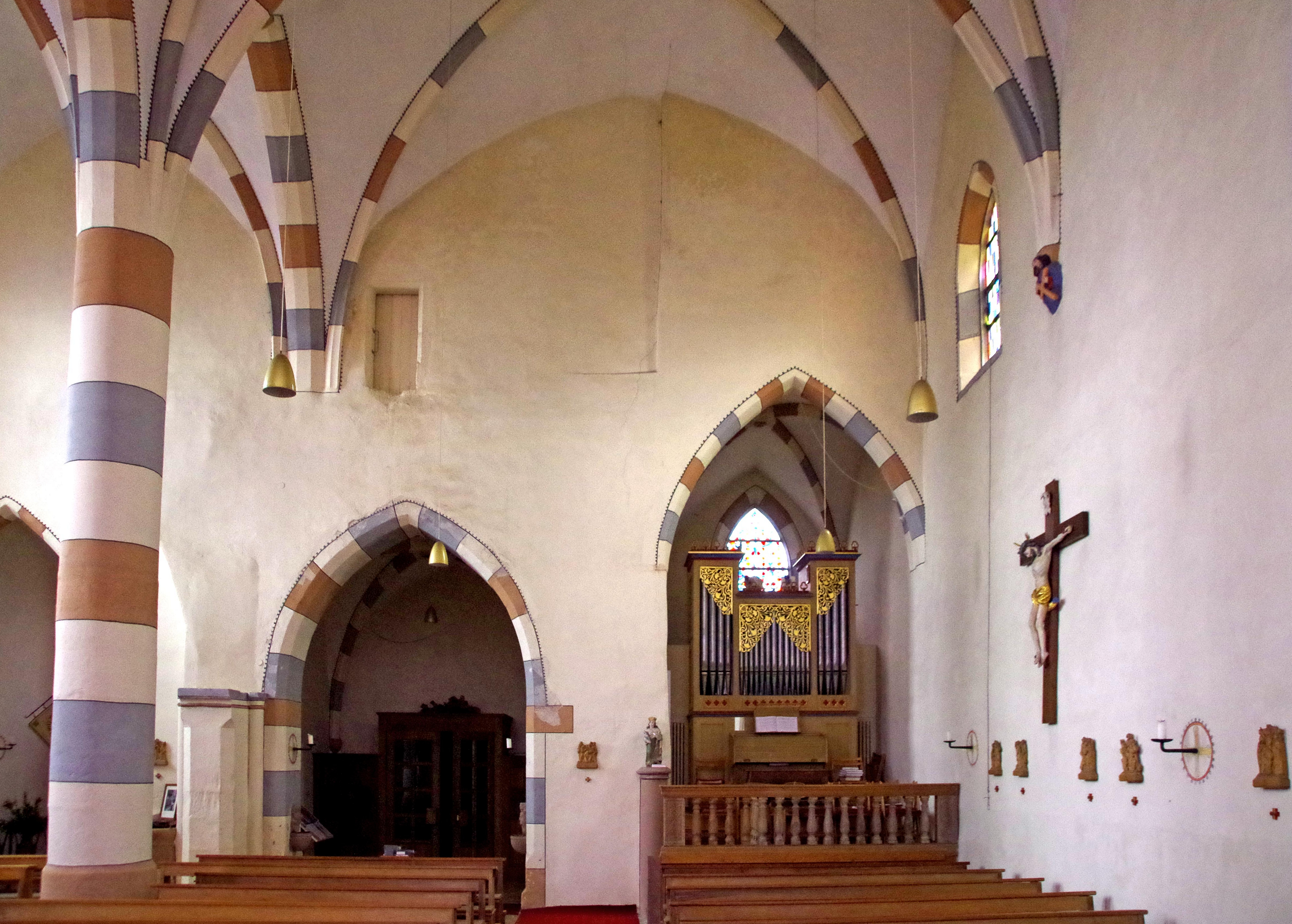
Linkes Kirchenschiff
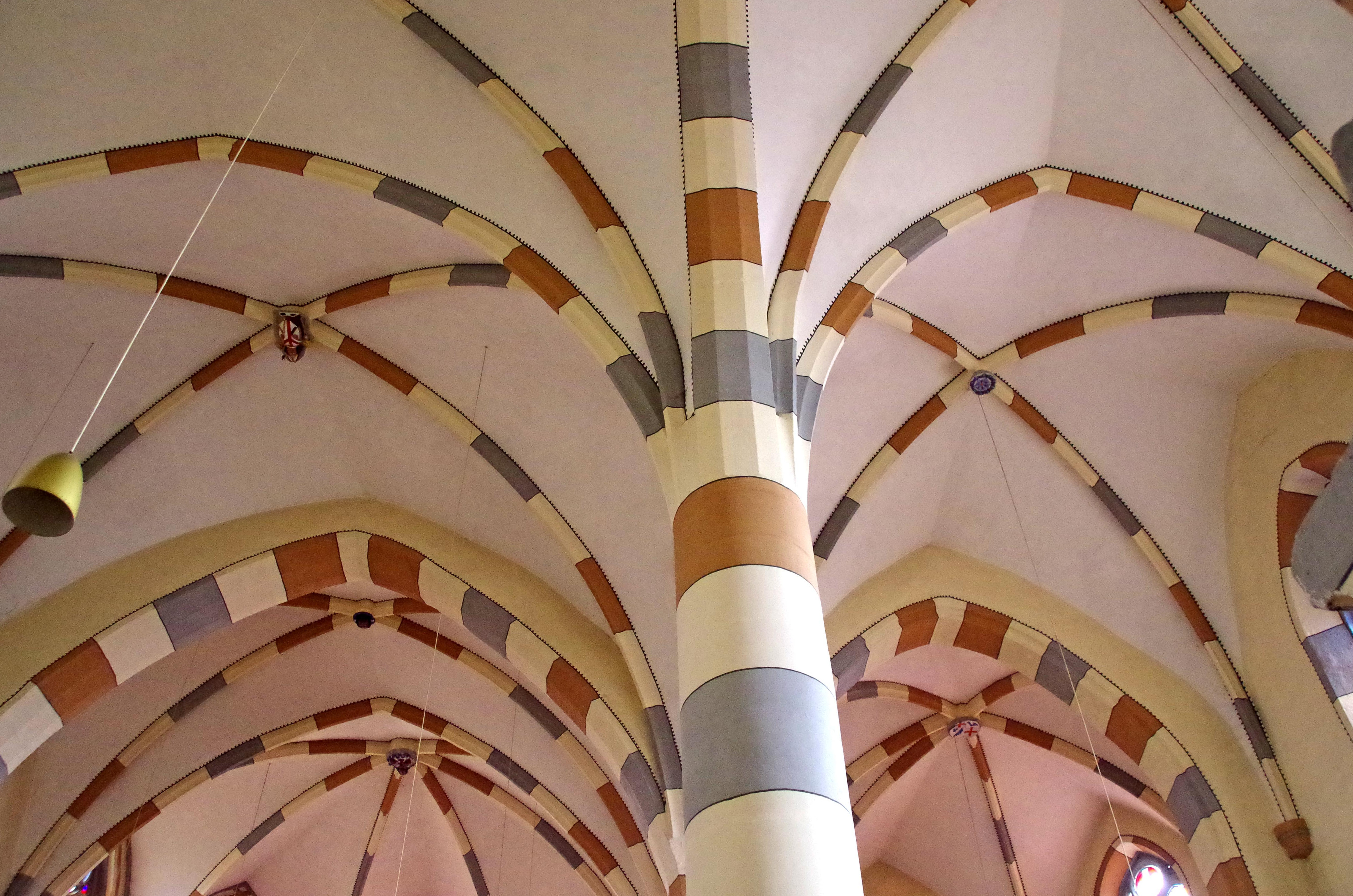
“Ein Juwel spätgotischen zweischiffigen Hallenstils”
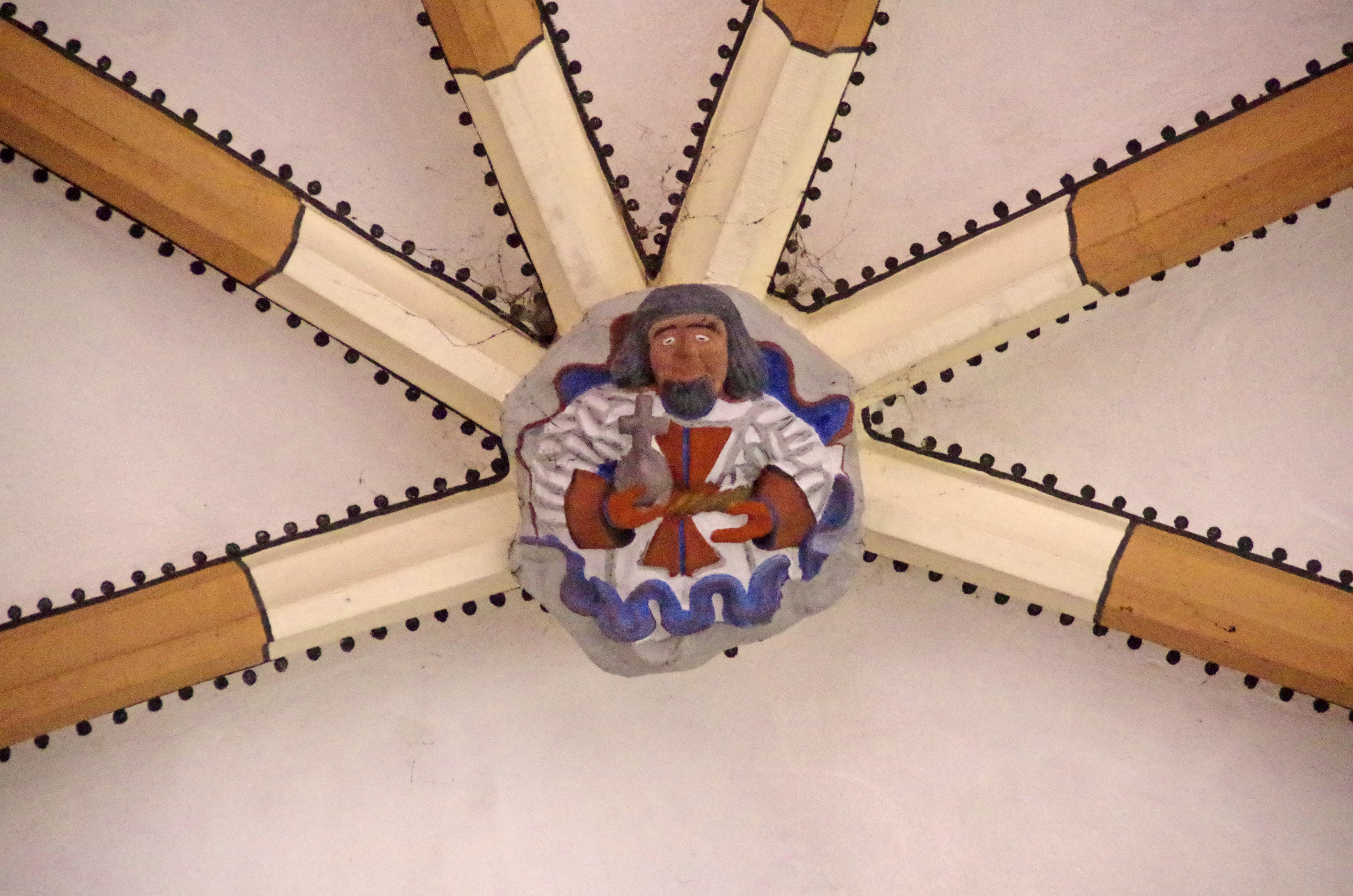
Schlussstein
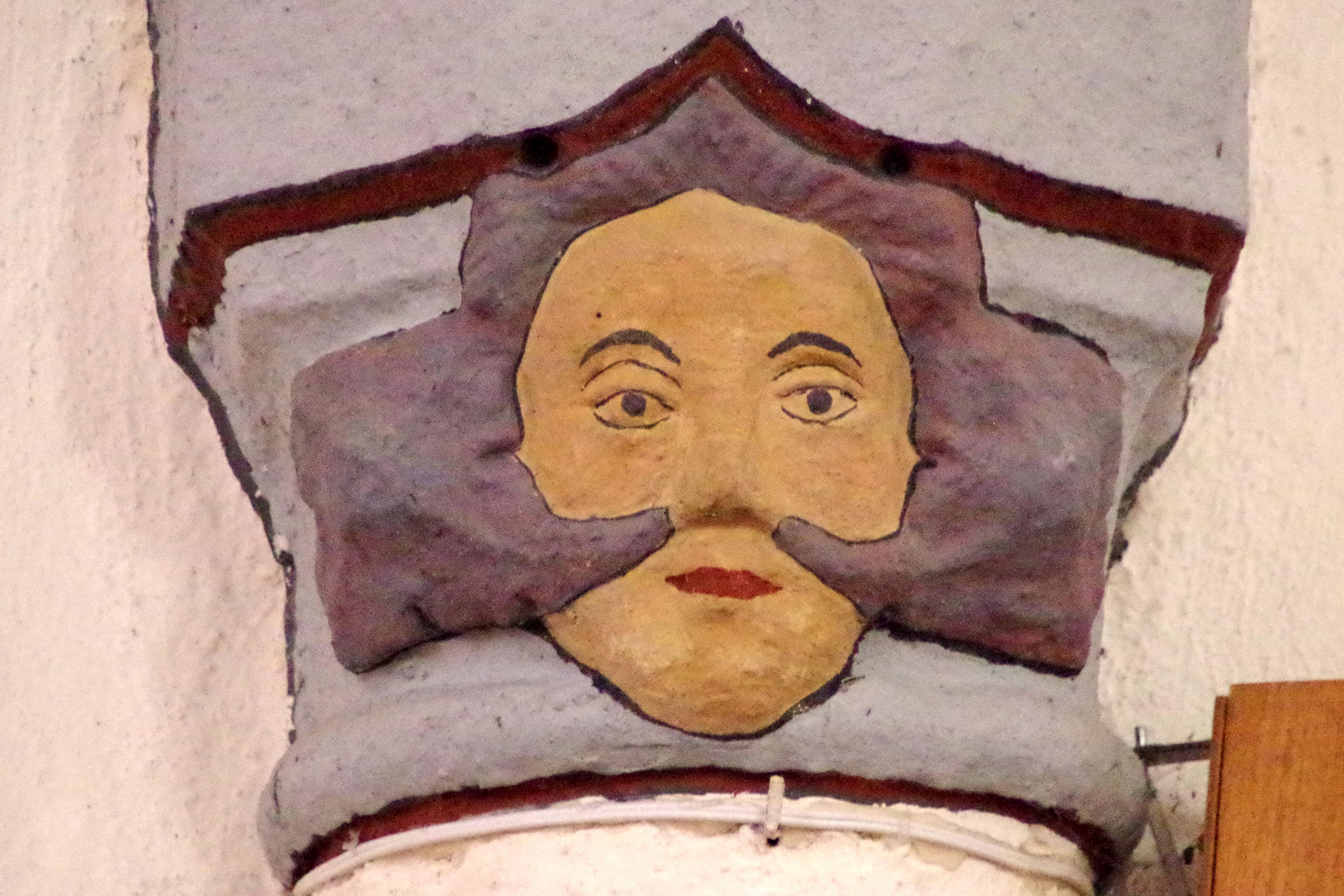
Konsolenfigur

Siehe auch: Liste der Kulturdenkmäler in Weinsheim (Eifel)

## Bevölkerungsentwicklung
| Jahr | Einwohner |
| ---- | --------- |
| 1933 | 181       |
| 1939 | 186       |
| 2014 | 223       |